# 나카쇼촌 (이시카와현)
나카쇼촌(中荘村)은 이시카와현 하쿠이군에 설치되었던 촌이다.